# Pardubice Airport
Pardubice Airport är en flygplats i Tjeckien.   Den ligger i regionen Pardubice, i den centrala delen av landet, 90 km öster om huvudstaden Prag. Pardubice Airport ligger 225 meter över havet.
Terrängen runt Pardubice Airport är platt.Runt Pardubice Airport är det tätbefolkat, med 427 invånare per kvadratkilometer. Närmaste större samhälle är Pardubice, 4,1 km nordost om Pardubice Airport. Trakten runt Pardubice Airport består till största delen av jordbruksmark.